# Charles Cooper (acteur)
Charles Darwin Cooper (San Francisco, 11 augustus 1926 - San Francisco, 29 november 2013) was een Amerikaans acteur die gedurende ruim 50 jaar in een groot aantal televisieseries en films gespeeld heeft.
Cooper speelde vier keer een gastrol in Perry Mason, waaronder de rol van moordenaar Philip Strague in de aflevering, "The Case of the Buried Clock" uit 1958. Maar hij is waarschijnlijk het meest bekend van zijn rollen in Star Trek. Cooper speelde de Klingon Chancellor K'mpec in de Star Trek: The Next Generation episodes "Sins of the Father" and "Reunion". Hij speelde ook de Klingon Generaal Korrd in Star Trek V: The Final Frontier.
Andere filmrollen zijn The Wrong Man (1956) van Alfred Hitchcock, A Dog's Best Friend (1960), Valet Girls (1987), en de actiefilm Blind Fury (1989) met Rutger Hauer.